# Spoorlijn Kopenhagen - Korsør
De spoorlijn Kopenhagen - Korsør (Deens: Vestbanen) is een spoorlijn tussen Københavns Hovedbanegård en Korsør van het eiland Seeland in Denemarken.

## Geschiedenis
Het traject tussen Kopenhagen en Roskilde werd in 1847 geopend. Het traject werd in 1856 verlengd tot Korsør. Oorspronkelijk volgde de lijn een meer noordelijk tracé via station Frederiksberg om ter hoogte van Danshøj aan te sluiten. Daarnaast was er nog een verbindingsboog richting Valby, die thans deel uitmaakt van de spoorlijn Frederiksberg - Frederikssund. Vanwege de vele gelijkvloerse kruisingen en de toename van zowel het auto als treinverkeer werd in 1911 het huidige hoofdstation geopend en een nieuw rechtstreeks tracé tot Valby, het oude tracé werd vervolgens opgebroken. In het stratenplan is de oude route goed te herkennen.
In 1934 werd de spoorlijn uitgebreid met twee S-tog sporen tussen København H en Høje Taastrup ten noorden van de reeds bestaande sporen. Deze worden thans gebruikt door lijn B en Bx van de S-tog.
De lijn werd in 1997 verbonden met de Storebæltforbindelsen over Odense naar Fredericia in de regio Zuid-Denemarken. De spoorponten tussen Korsør en Nyborg werden opgeheven en een nieuw station Korsør werd in gebruik genomen.

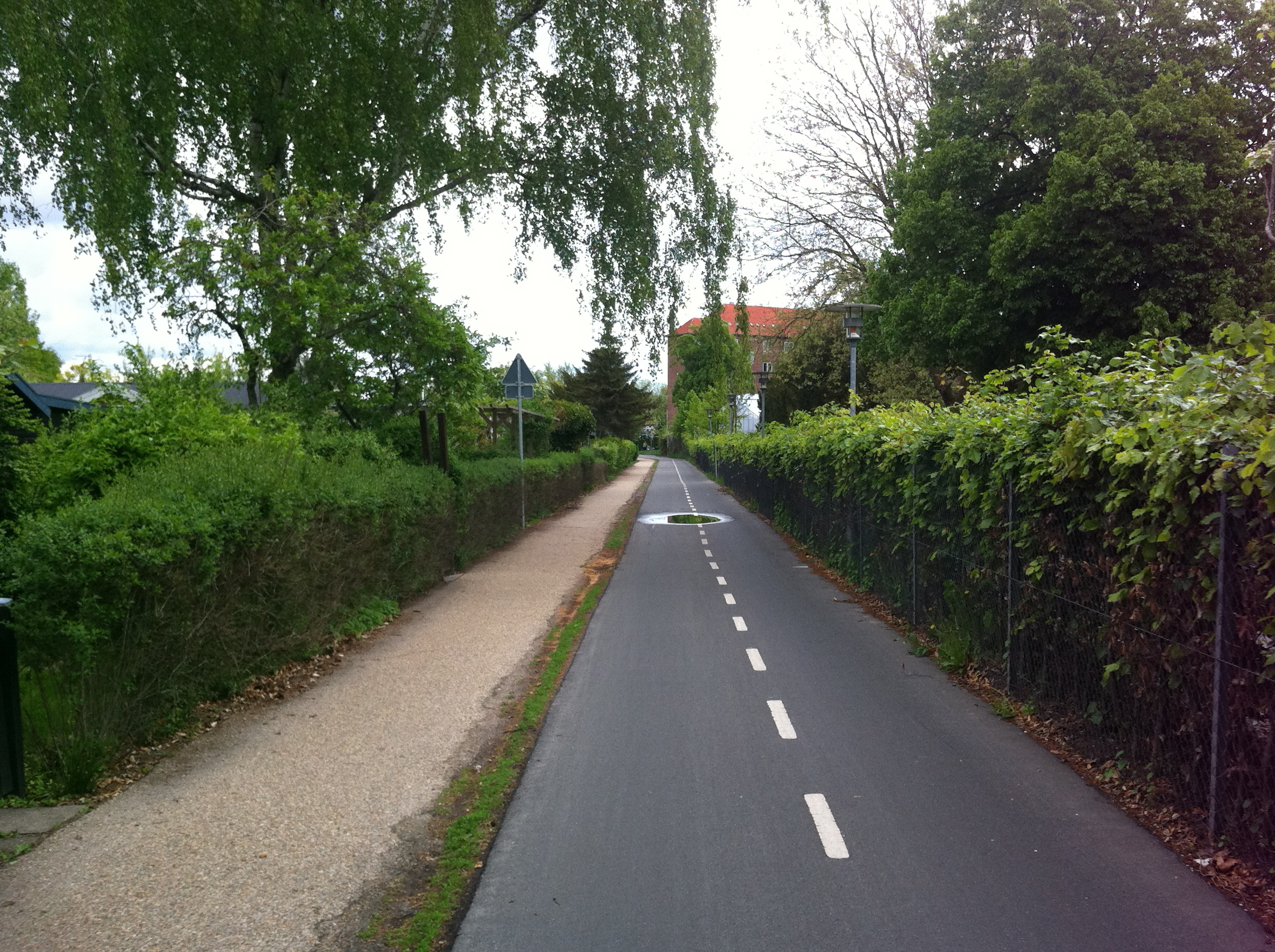
Het voormalige tracé van de lijn door Frederiksberg, nu een fietspad.
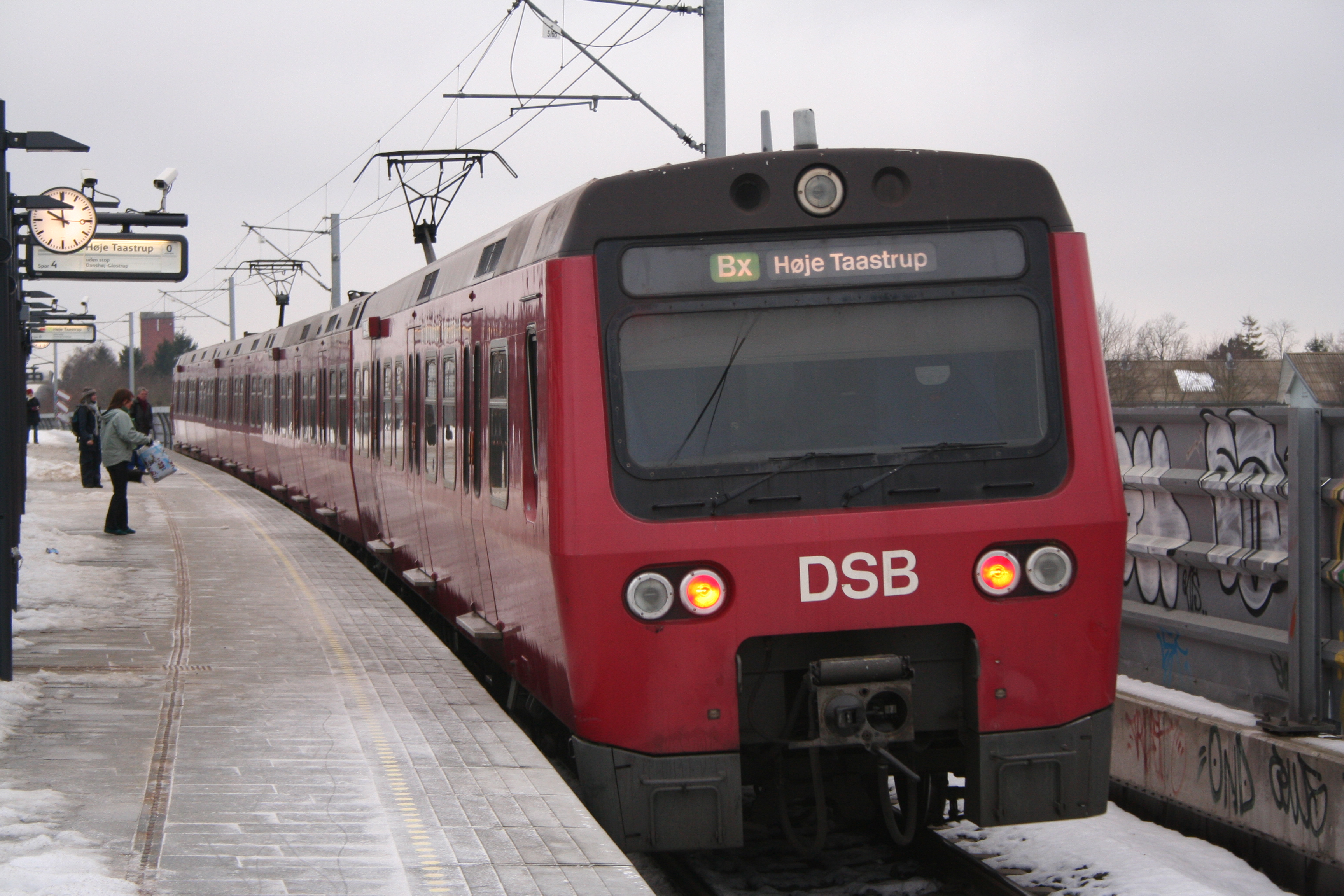
3e generatie S-togtrein (Asea) op station Danshøj.
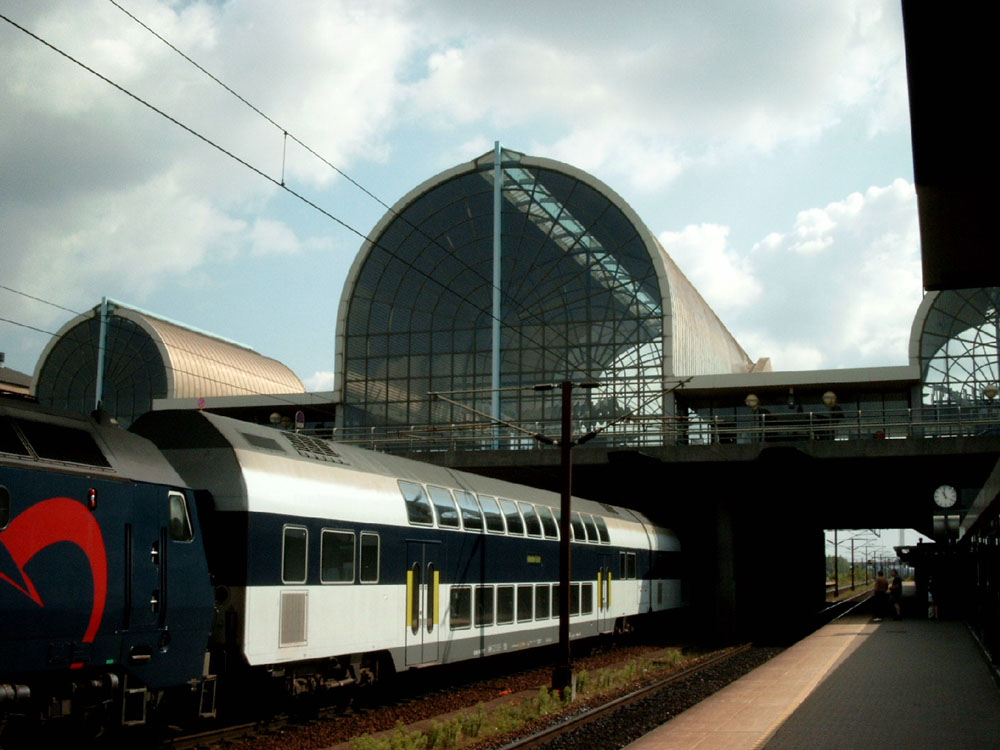
Een dubbeldekker op Station Høje Taastrup.

### DSB
De Danske Statsbaner (DSB) verzorgt het personenvervoer op dit traject met RE / RB treinen. Daarnaast verzorgt het bedrijf ook de parallelbaan tussen Høje Taastrup en Københavns Hovedbanegård van de S-tog.

## Aansluitingen
Kopenhagen H
Spoorlijn Kopenhagen - Malmö (Øresundsbanen)
Spoorlijn Kopenhagen - Helsingør (Kystbanen)
Spoorlijn Kopenhagen - Hillerød (Nordbanen)
Spoorlijn Kopenhagen - Ringsted
Valby
Spoorlijn Frederiksberg - Frederikssund (Frederikssundsbanen)
Danshøj
Spoorlijn Hellerup - Vigerslev (Ringbanen)
Roskilde
Spoorlijn Roskilde - Næstved (Lille Syd)
Spoorlijn Roskilde - Kalundborg (Nordvestbanen)
Ringsted
Spoorlijn Næstved - Hillerød (Midtbanen)
Spoorlijn Køge - Ringsted
Spoorlijn Ringsted - Rødby Færge (Sydbanen)
Spoorlijn Kopenhagen - Ringsted
Sorø
Spoorlijn Sorø - Vedde
Slagelse
Spoorlijn Slagelse - Værslev
Spoorlijn Slagelse - Næstved
Korsør
Spoorlijn Nyborg - Fredericia (Den fynske hovedbanen)

## Elektrische tractie
Het traject werd geëlektrificeerd met een wisselspanning van 25.000 volt 50 Hz.